# Mięsień poprzeczny brzucha

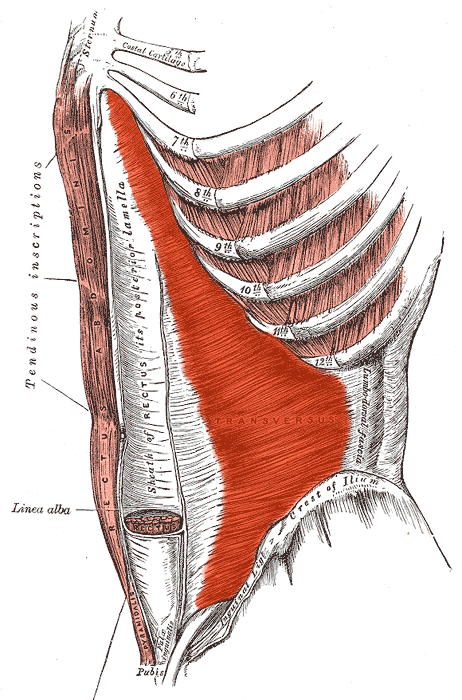
Mięsień poprzeczny brzucha oznaczony na czerwono i podpisany transversus.

Mięsień poprzeczny brzucha (łac. musculus transversus abdominis) – w anatomii człowieka szeroki, płaski mięsień należący do grupy bocznych i przednich mięśni brzucha. Rozpoczyna się w górnej części na powierzchniach wewnętrznych chrząstek żebrowych żeber VII – XII wiązkami mięśniowymi przechodzącym pomiędzy wiązkami mięśniowymi przepony, niżej linia przyczepu biegnie wzdłuż linii łączącej dwie blaszki powięzi piersiowo-lędźwiowej, na wardze wewnętrznej grzebienia biodrowego i na bocznej części więzadła pachwinowego. Większość włókien mięśnia biegnie poprzecznie ku przodowi i przechodzi w płaskie, szerokie rozcięgno, razem z rozcięgnami mięśni skośnego zewnętrznego brzucha i skośnego wewnętrznego brzucha tworzące pochewkę mięśnia prostego brzucha. Górne 2/3 rozcięgna mięśnia poprzecznego brzucha tworzy tylną blaszkę, a dolne 1/3 przednią blaszkę tej pochewki. Tak jak pozostałe wymienione rozcięgna, kończy się w kresie białej. Miejsce przejścia włókien mięśnia poprzecznego brzucha w jego rozcięgno zarysowuje zakrzywioną linię, nazywaną kresą półksiężycowatą. W górnej części biegnie ona bliżej linii pośrodkowej i przykryta jest mięśniem prostym brzucha, niżej wychodzi spod niego w stronę boczną. Od dolnego brzegu mięśnia odczepia się wiązka włókien, która z podobną wiązką mięśnia skośnego wewnętrznego brzucha tworzy u mężczyzn mięsień dźwigacz jądra. U kobiet włókna te kierują się do więzadła obłego macicy. 
Mięsień poprzeczny brzucha unaczyniony jest przez tętnicę okalającą biodro głęboką, tętnicę mięśniowo-przeponową, tętnicę nabrzuszną górną i tętnicę nabrzuszną dolną, a unerwiony przez nerwy międzyżebrowe VI–XII, nerw biodrowo-podbrzuszny (Th12, L1), nerw biodrowo-pachwinowy (L1) i nerw płciowo-udowy (L1–2).
Jest głównym mięśniem wytwarzającym tłocznię brzuszną (prelum abdominis), pomagającą przy wydalaniu moczu, oddawaniu stolca i porodzie. Współdziała w tej pracy z pozostałymi mięśniami brzucha, przeponą i mięśniami dna miednicy. Przez zbliżanie żeber do płaszczyzny pośrodkowej i zwężanie klatki piersiowej działa jako mięsień wydechowy.